# Orden de San Jenaro
La Insigne y Real Orden de San Jenaro (en italiano: Insigne e reale ordine di San Gennaro) es una orden militar de la Casa de Borbón-Dos Sicilias. Lleva el nombre del santo homónimo, patrono de Nápoles.

## Historia

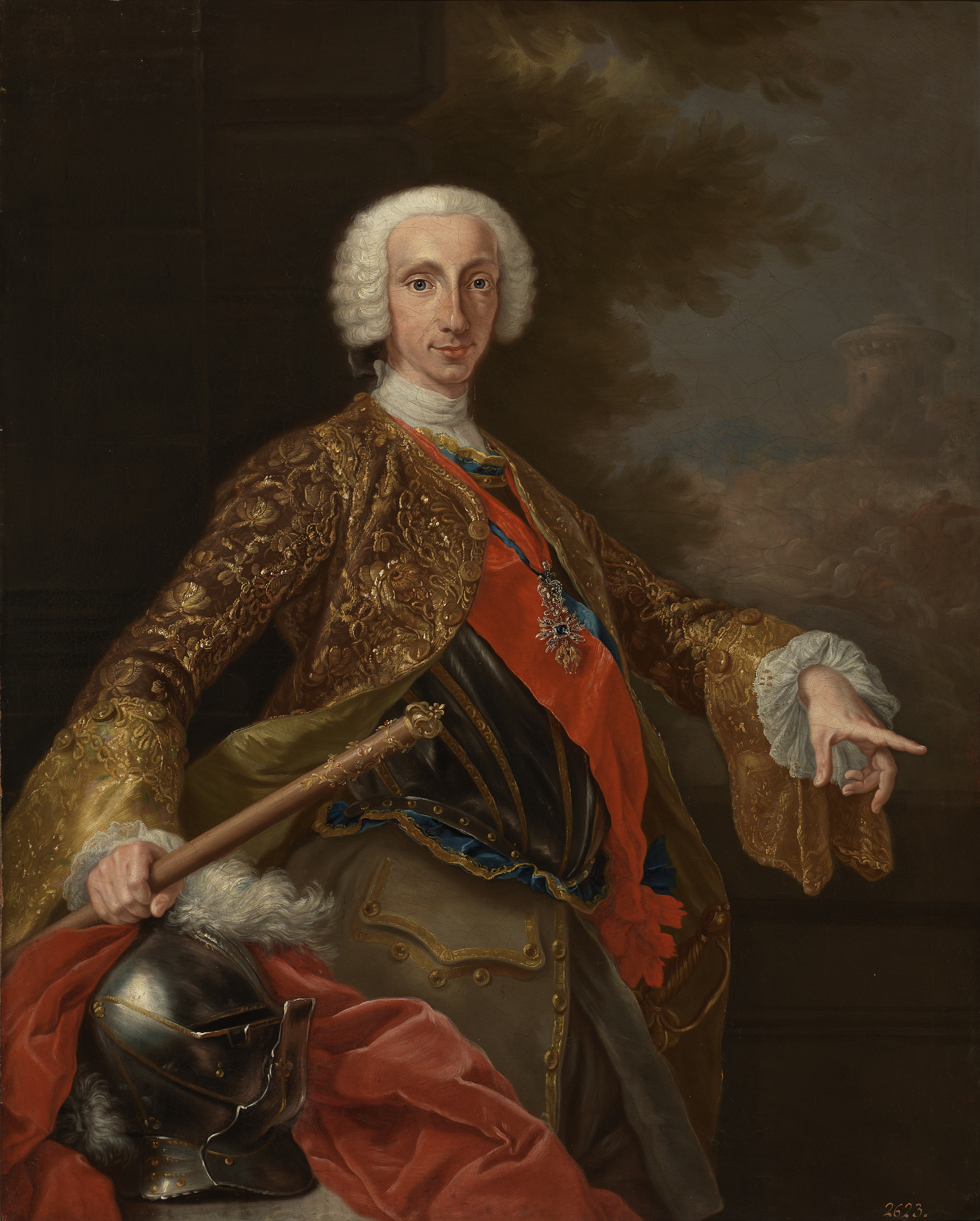
Carlos de Borbón, rey de las Dos Sicilias, fundador de la orden, retrato de Giuseppe Bonito. Los derechos dinásticos de su madre sobre los Ducados de Parma, Piacenza, Guastalla y Toscana le llevaron a emprender una campaña militar en la península itálica que culminó con la conquista del citado Reino. Como soberano napolitano, luce la venera del Toisón de Oro y la banda de la Orden de San Jenaro.

La orden fue fundada por Carlos VII de Nápoles, rey de Nápoles y de Sicilia, posteriormente Carlos III como rey de España, el 3 de julio de 1738 para celebrar su boda con María Amalia de Sajonia, princesa de Sajonia y de Polonia.
Los principales deberes de los Caballeros desde la fundación de la orden fueron el crecimiento, a toda costa, de la santísima Religión y virtuosamente obrar para llegar a ser heroico ejemplo de la piedad hacia Dios, y de fidelidad hacia su Príncipe.
Actualmente, el gran maestre es Pedro de Borbón-Dos Sicilias y Orleans, duque de Calabria.

## Condecoración
La Orden se compone de una sola clase de caballeros que son condecorados con un collar de oro, una banda, una cruz y una placa.
La cruz de la condecoración es de oro de ocho brazos, engastada de esmalte blanco, con llamas de esmalte rojo y angulada con flores de lis de oro. Al centro posee una imagen de san Jenaro con las ampollas y el báculo de oro y de esmaltes blancos, rojos, azules y verdes; en el centro del reverso, un libro de los Evangelios abierto, con dos ampollas de oro y de esmalte rojo, como las que contienen la sangre del mártir, todo cercado por dos palmas de esmalte verde, con la inscripción In sanguine foedus (ligados por la sangre), sobre una faja de esmalte blanco.
El vínculo con la religión católica fue muy fuerte. Por ejemplo, los caballeros, según el artículo VII de la constitución de la orden, tenían la obligación de reunirse periódicamente con los demás miembros, respetar la inviolabilidad de la persona del Gran Maestro, participar diariamente en la celebración eucarística, tomar la comunión al menos en Semana Santa, y en la fiesta de San Jenaro, participar en las celebraciones en memoria de los caballeros fallecidos, y no participar o aceptar un duelo, sino referir el asunto al Gran Maestre.
El Papa Benedicto XIV confirmó la fundación de la orden por bula papal del 30 de mayo de 1741, cuyas disposiciones se modificaron ligeramente en una segunda bula, fechada el 26 de julio de ese año. El carácter cristiano de la orden y la autoridad papal le dieron a esta una protección específica, que sirvió para proteger a la institución de la abolición cuando Víctor Manuel II de Italia, en 1860, conquistó el Reino de las Dos Sicilias.

## Las insignias

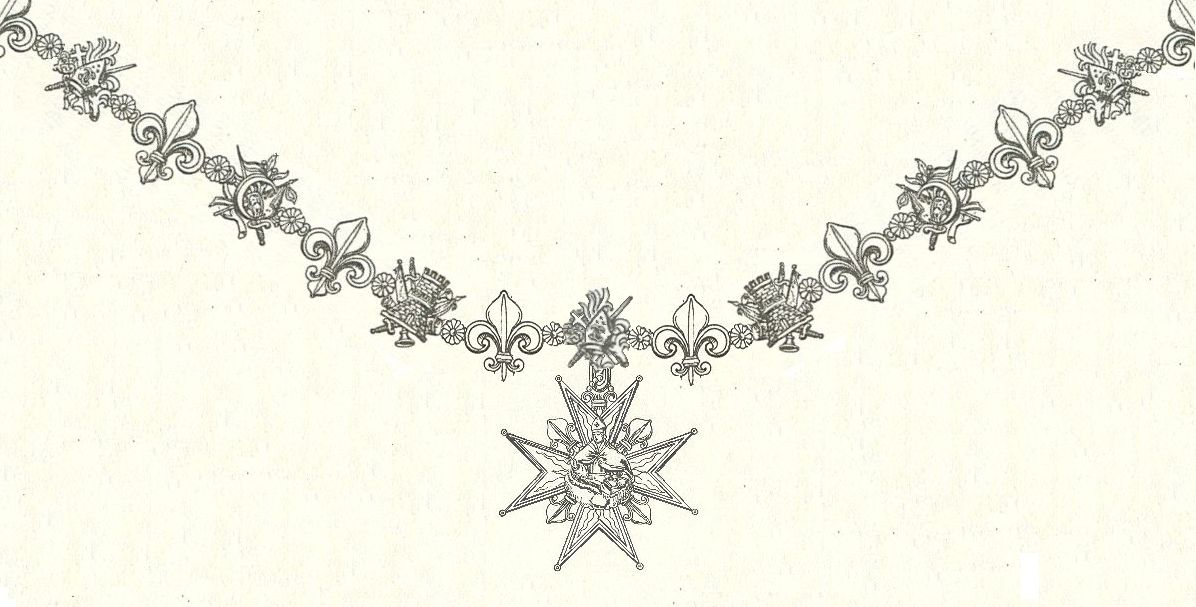
Collar de la Orden

|        |           |  |
| Collar | Caballero |  |